# Jacob Epstein

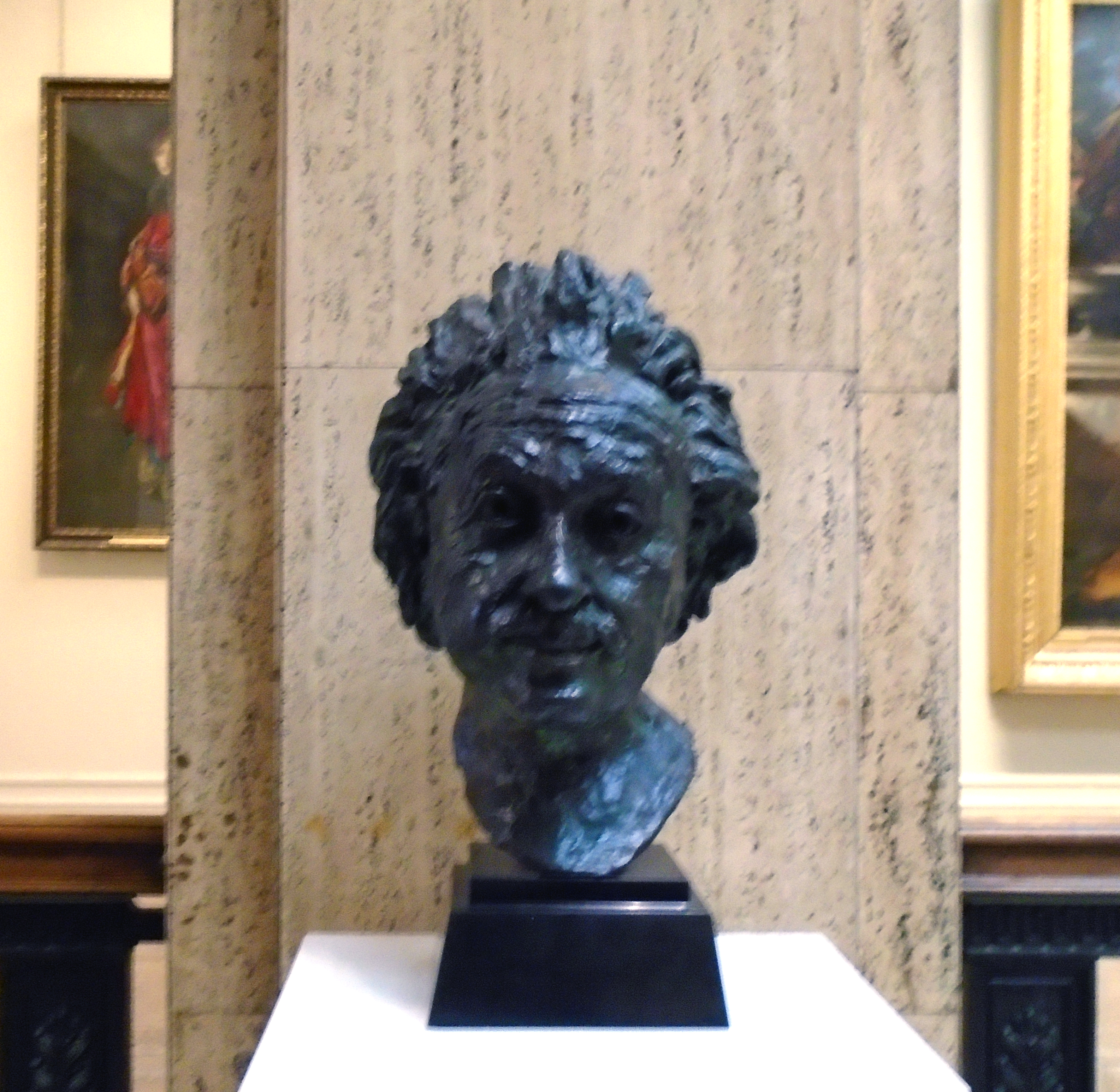
Cap d'Albert Einstein (Walker Art Gallery, Liverpool)

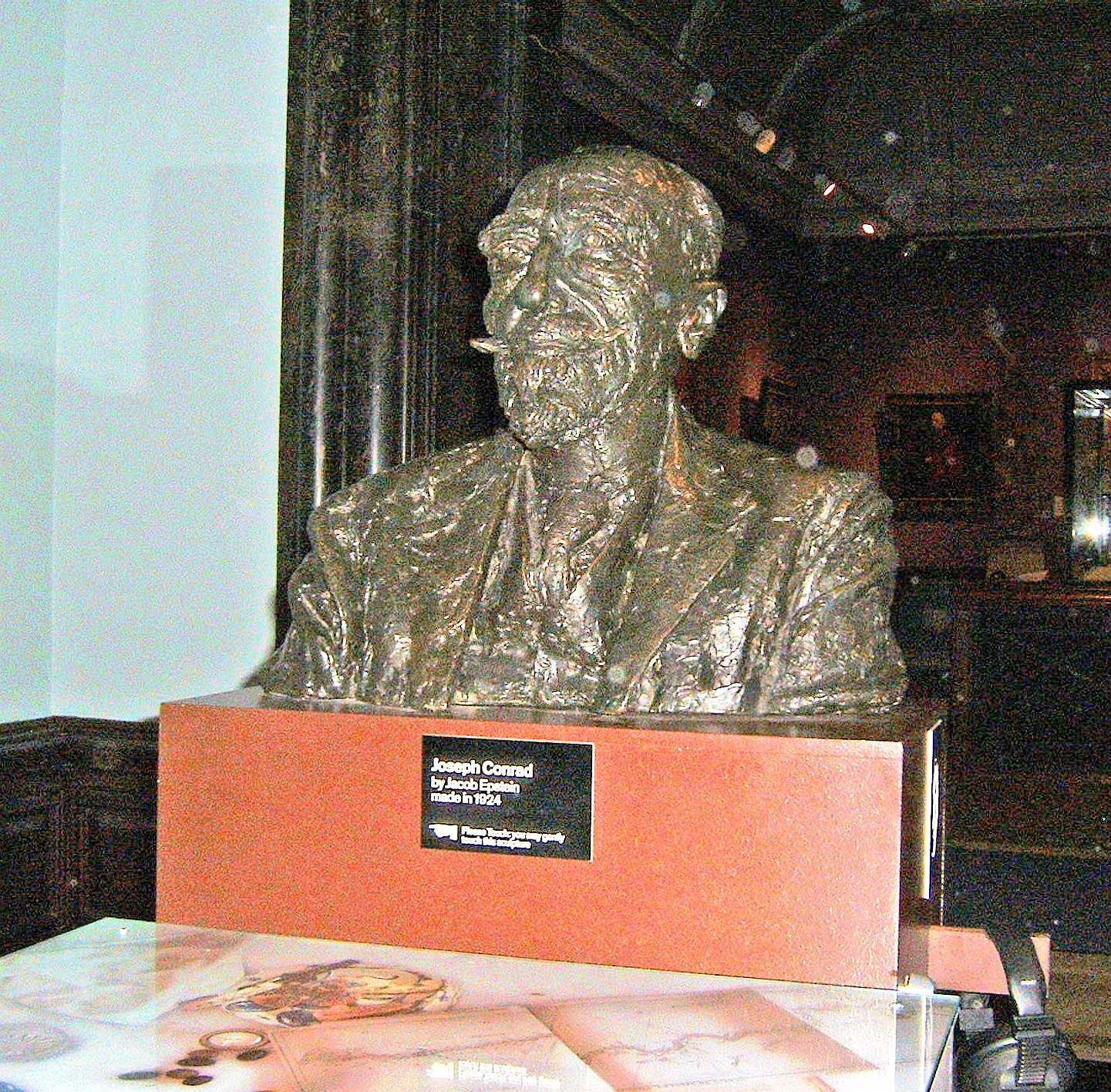
Bust de Joseph Conrad

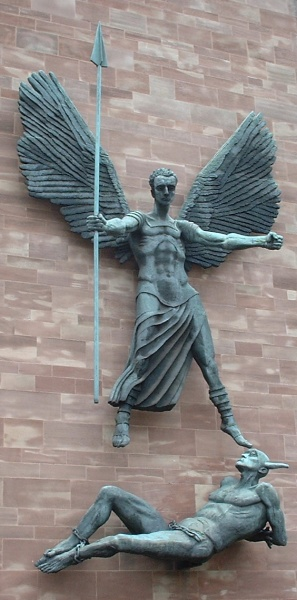
Sant Miquel i el Diable (1958)

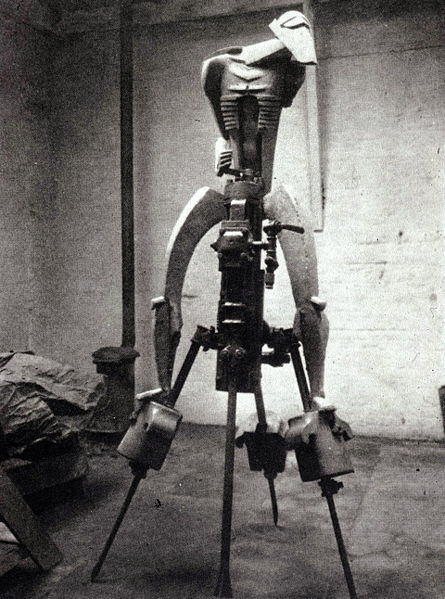
El trepant de pedra (cap al 1914)

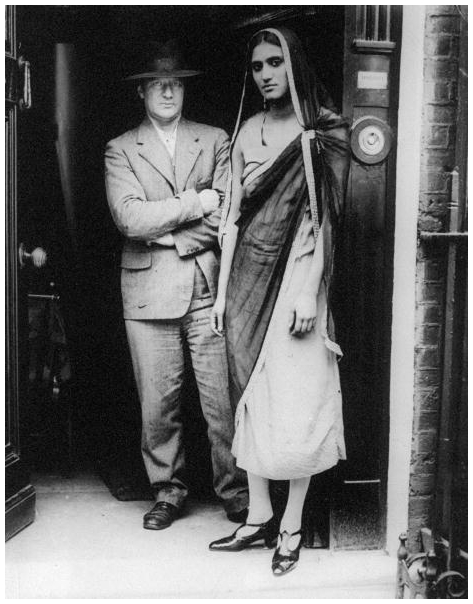
Jacob Epstein i Sunita Devi, una de les seues models a Londres (c. 1925)

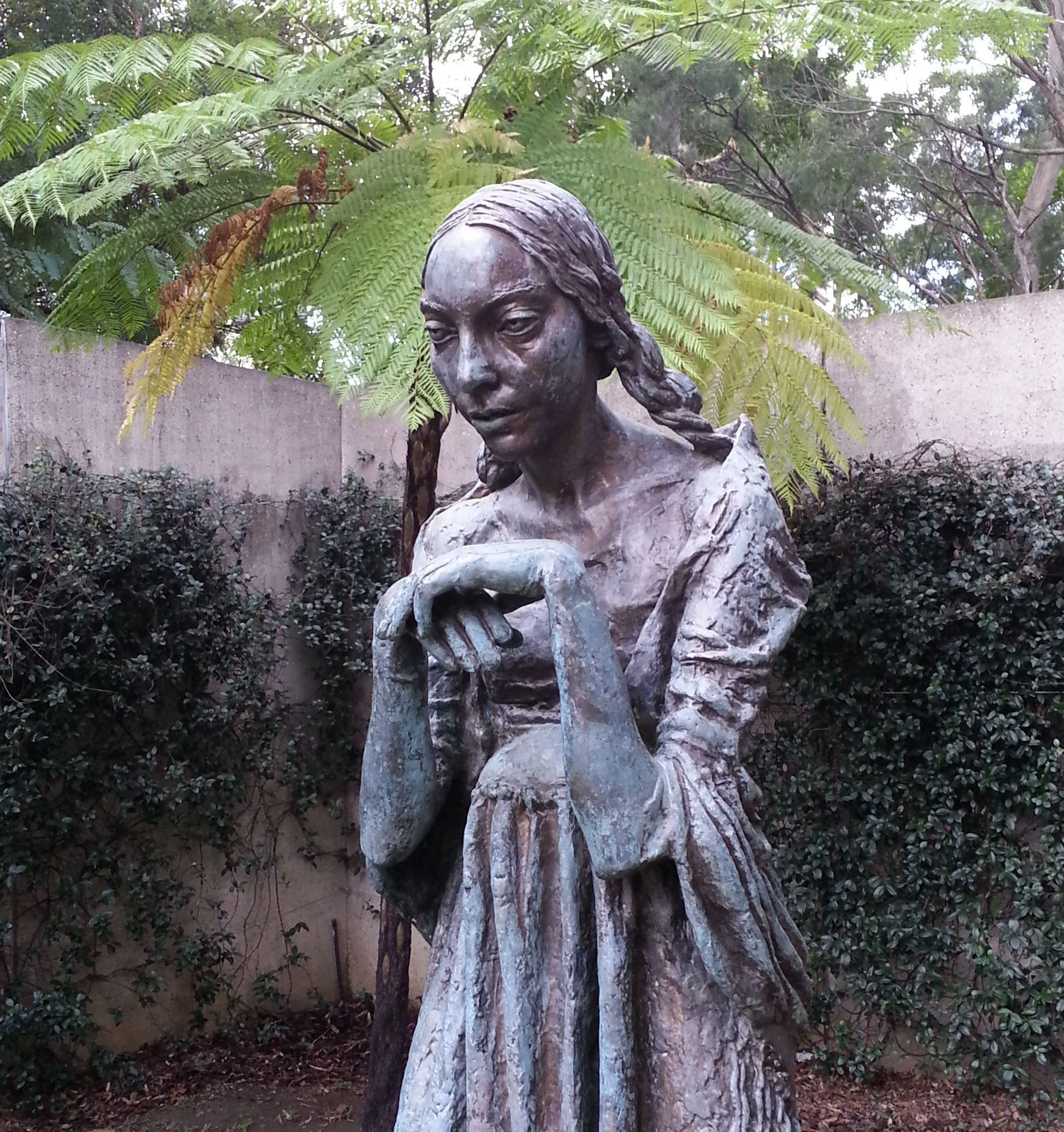
La visitació

Jacob Epstein   (Nova York, 10 de novembre de 1880 - Londres, 19 d'agost de 1959) fou un escultor d'origen estatunidenc i un pioner de l'escultura moderna.

## Biografia

### Infantesa i estudis
Jacob Epstein va néixer el 10 de novembre del 1880 al Lower East Side (Nova York) en el si d'una família polonesa amb cinc fills i d'ascendència jueva ortodoxa, la qual va emigrar als Estats Units durant la dècada del 1860. El pare de Jacob va esdevindre un home de negocis reeixit i va arribar a posseir molts habitatges. Jacob va tindre una infantesa malaltissa i va passar gairebé dos anys malalt sense sortir de casa.
Va assistir a classes d'art a l'Art Students League (ca. 1896) i després va anar a l'escola nocturna (ca. 1899), on va començar a esculpir sota la tutela de George Grey Barnard.
L'artista es va inspirar en la diversitat cultural de Nova York, retratant les comunitats jueves, negres, asiàtiques i italianes. Tot i distanciar-se del judaisme ortodox, va mantenir interès per les seves cerimònies, especialment la Pasqua jueva.
Cap al 1901, Epstein havia decidit convertir-se en escultor. No obstant això, els dibuixos eren encara una part de la seua producció artística (com ara, la il·lustració del llibre de Hutchins Hapgood The Spirit of the Ghetto: Studies of the Jewish Quarter in New York del 1902). Aquest llibre descriu el procés d'adaptació i assimilació que els immigrants jueus europeus van experimentar durant la seua arribada al Nou Món. Els diners que va guanyar il·lustrant el llibre de Hapgood li va permetre viajar a Europa i, en arribar a París, es va inscriure a l'Escola de Belles Arts durant 6 mesos i a l'Académie Julian. Es va dedicar a explorar els museus de la ciutat, ja que tenia un especial interès per l'art egipci, grecollatí, ibèric i xinès. En concret, les visites al museu del Louvre li despertaren un interès per l'escultura antiga i primitiva que es mantingué al llarg de la seua vida i que influí profundament en la seua obra. A més de rebre les influències de les arts negres i polinèsies a París, també hi conegué Pablo Picasso, Modigliani i Constantin Brâncuși.
Després de viatjar per Europa i de visitar Florència i el Museu Britànic, va decidir establir-se a Anglaterra el 1905 i va obtindre la nacionalitat britànica el 1911. El primer encàrrec important que tingué fou executat entre el 1907 i el 1908. Es tracta de divuit estàtues per a la façana de la seu central de la British Medical Association, a l'Strand (Londres). Aquelles figures despullades i representant la vellesa i l'embaràs provocaren l'escàndol pel fet de ser, pretesament, obscenes i desafiaven les normes i els tabús socialment acceptats de l'Anglaterra eduardina (foren, finalment, mutilades el 1935). Les crítiques d'aquesta mena esdevingueren una constant al llarg de la seua trajectòria. La tomba d'Oscar Wilde (al cementiri del Père-Lachaise de París, 1912), per exemple, una escultura magnífica, vigorosa i original, que representa un àngel, suspès en l'aire i inspirat en els grans bous alats assiris del Museu Britànic i en el simbolisme exòtic del mateix Oscar Wilde, fou titllada d'indecent fins que no es va col·locar una placa de bronze sobre el sexe (tot i així, un grup d'artistes i poetes la van treure una nit).
Es relacionà amb Wyndham Lewis i els vorticistes i s'estableix a Sussex, on durant un període d'intensa activitat realitza El trepant de pedra (Londres, Tate Britain, 1913-1914). És aquesta una estàtua que representa un robot, originàriament exhibit en actitud agressiva damunt d'un enorme trepant, i que constitueix la seua obra més radical i, a la vegada, una de les obres cabdals de l'escultura moderna. Els seus orígens es troben en el cubisme i el futurisme, i té afinitats amb obres d'Umberto Boccioni i els ready-mades de Marcel Duchamp, les quals van aparèixer el mateix any que aquella. Hi ha en aquesta peça un grau d'inspiració i invenció que no apareixerà mai més en l'obra d'Epstein. El mateix Epstein acabaria rebutjant aquesta part de la seua imaginació i els motius que el van portar a fer aquesta escultura uns anys més tard, descrivint-la com "una sinistra figura armada d'avui i de demà... sense humanitat, només el terrible monstre de Frankenstein en què ens hem convertit".
El 1913 s'associa breument amb els vorticistes (tot i que, oficialment, mai en fou membre) i exposa amb The London Group el 1915 (en fou membre fundador el 1913) la versió original de El trepant de pedra. Col·labora amb dos dibuixos en el primer número de la revista vorticista Blast. L'any següent n'exposa una versió truncada, sense el trepant pneumàtic, renunciant, així, a una actitud vanguardista.

### Període de maduresa

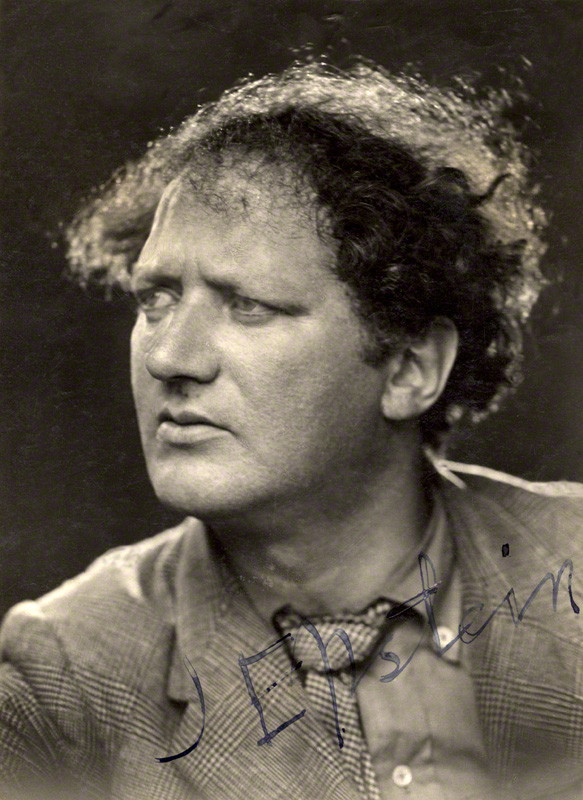
Jacob Epstein el 1921

Jacob Epstein va moderar el seu estil en les últimes dècades de la seva vida, tot i que les seves escultures públiques continuaren generant controvèrsia per la seva expressivitat. Va guanyar reconeixement per als seus bustos en bronze, on va retratar figures com Albert Einstein i Winston Churchill amb una gran profunditat psicològica. Va rebre una exposició retrospectiva a la Tate Gallery el 1953 i va ser nomenat cavaller el 1954. Va morir el 1959 a Londres, i tot i ser jueu, la cerimònia del seu enterrament va ser oficiada pel degà de la catedral de Canterbury.

## Estil
L'escultura d'Epstein (influïda per l'estil de Rodin) es distingeix pel seu realisme de dura factura i pel seu vigor. Els seus retrats mostren una impactant i poc convencional manipulació de les petites superfícies i dels detalls facials (com ara, les arrugues), amb la qual cosa s'aconsegueix una individualitat expressiva. Tot i així, la seua obra (freda i grandiloqüent) alternà l'estilització amb la utilització de formes massisses.
Epstein va ser pioner en el mètode de "talla directa", on l'escultor treballa directament sobre el material per expressar espontàniament la forma. Va defensar la idea de "veritat material", on l'elecció del material és part del procés creatiu. A més, va vincular la creació artística amb l'acte sexual, una visió que va ser considerada escandalosa en obres com la façana de l'Associació Mèdica Britànica i la tomba d'Oscar Wilde.

## Llegat
Epstein va ser clau en el desenvolupament de l'escultura d'avantguarda entre 1910 i 1915, influenciant artistes com Henry Moore i Barbara Hepworth. Va desafiar la visió eurocèntrica, com es reflecteix en la seva col·lecció d'art africà i oceànic, adquirida pel Museu Britànic, i va donar motlles de guix al Museu d'Israel i al quibuts Ain Herod.

## Obres destacades

### Escultura
- Madonna italiana (Corcoran Gallery of Art, Washington DC)
- Retrat del Primer Ministre James Ramsay MacDonald (Corcoran Gallery of Art, Washington DC)
- Cap d'Albert Einstein (Museu d'Art d'Honolulu, Honolulu)
- Cap de Wynne Godley (University of Illinois at Urbana–Champaign, Krannert Art Museum, Champaign, Illinois)
- Retrat d'Ellen Jensen (State University of New York at Purchase, Neuberger Museum of Art, Purchase, Estat de Nova York)
- Retrat de Hans Kindler (Universitat de Syracuse, Syracuse, Estat de Nova York)
- Liverpool Giant (Universitat de Syracuse, Syracuse, Estat de Nova York)
- Jackie amb braços (Universitat de Syracuse, Syracuse, Estat de Nova York)
- Anciana italiana (Universitat de Syracuse, Syracuse, Estat de Nova York)
- Tercer retrat de Bernard van Dieren (Clark Art Institute, Williamstown, Massachusetts)
- George Bernard Shaw (Enoch Pratt Free Library, Baltimore, Maryland)
- Muirhead Bone (Escola de Disseny de Rhode Island, Providence, Rhode Island)
- La princesa Nadeja De Bragance (Centre Georges Pompidou, París)
- Sir Winston Churchill (Centre Georges Pompidou, París)
- Sir Winston Churchill (Dixon Gallery and Gardens, Memphis, Tennessee)
- Peggy (Fisher, J. W., Mr. & Mrs, Marshalltown, Iowa)
- Lovers on an Eagle's Back (Fisher, J. W., Mr. & Mrs, Marshalltown, Iowa)
- Primer retrat d'Isobel (Fisher, J. W., Mr. & Mrs, Marshalltown, Iowa)
- Kathleen (Fisher, J. W., Mr. & Mrs, Marshalltown, Iowa)
- Crist en Majestat (Fisher, J. W., Mr. & Mrs, Marshalltown, Iowa)
- Nadó dorment (Huntington Library, Art Collections and Botanical Gardens, San Marino, Califòrnia)
- Kitty amb rínxols (Phoenix Art Museum, Arizona, Arizona)
- Cap d'un nadó (1907, Galeria Nacional d'Art Modern d'Escòcia, Edimburg, Escòcia)
- Figura femenina (1913, Minneapolis Institute of Art, Minneapolis)
- Coloms (primera versió) (1914, Smithsonian Institution, Hirshhorn Museum and Sculpture Garden, Washington DC)
- La duquessa de Hamilton (1915, Smithsonian Institution, Hirshhorn Museum and Sculpture Garden, Washington DC)
- Màscara de la senyora Jacob Epstein (1916, Newark Museum, Newark, Nova Jersey)
- Venus (1917, Yale University Art Gallery, Universitat Yale, New Haven)
- Meum (1917, Berkshire Museum, Pittsfield, Massachusetts)
- Meum (1918, Madison Museum of Contemporary Art, Madison, Wisconsin)
- El Crist Ressuscitat (ca. 1918, Galeria Nacional d'Art Modern d'Escòcia, Edimburg, Escòcia)
- Marchesa Casati (1918, Oberlin College, Allen Memorial Art Museum, Oberlin, Ohio)
- Old Smith, the Matchseller (ca. 1921, Smithsonian Institution, Hirshhorn Museum and Sculpture Garden, Washington DC)
- Jacob Kramer (1921, Hebrew Union College-Jewish Institute of Religion, Los Angeles)
- Dona senegalesa (1921, Buffalo AKG Art Museum, Buffalo, els Estats Units)
- Bust d'Eva Dervich (1924, Seattle Art Museum, Seattle)
- Joseph Conrad (ca. 1924, Huntington Library, Art Collections and Botanical Gardens, San Marino, Califòrnia)
- Rima (1925, Hyde Park, Londres)
- Memorial to W.H. Hudson (Rima) (1925, Hyde Park, Londres)
- John Dewey (1927, Smithsonian Institution, National Portrait Gallery, Washington DC)
- Paul Bustill Robeson (1928, Smithsonian Institution, National Portrait Gallery, Washington DC)
- Retrat de la senyora Godfrey Phillips (1928, Des Moines Art Center, Des Moines, Iowa)
- Bust de John Dewey (c. 1928, Southern Illinois University Carbondale, Carbondale, Illinois)
- Nit i Dia (1928-1929, 55 Broadway, Londres)
- Nit (1929, estació de metro de St. James's Park, Londres)
- Retrat de Hans Kindler (1930, Universitat Washington a Saint Louis, Saint Louis, Missouri)
- Primer retrat d'Isobel (1932, Des Moines Art Center, Des Moines, Iowa)
- Kathleen, l'esposa de l'artista, quart retrat (1933, Universitat de Chicago, Smart Museum of Art, Chicago, Illinois)
- Albert Einstein (1933, Galeria Nacional d'Art Modern d'Escòcia, Edimburg, Escòcia)
- Professor Albert Einstein (1933, Universitat de Princeton, Princeton University Art Museum, Princeton, Nova Jersey)
- Retrat d'Albert Einstein (1933, Des Moines Art Center, Des Moines, Iowa)
- Albert Einstein (ca. 1933, Huntington Library, Art Collections and Botanical Gardens, San Marino, Califòrnia)
- George Bernard Shaw (ca. 1934, Huntington Library, Art Collections and Botanical Gardens, San Marino, Califòrnia)
- Pola Nerenska (1936, San Diego Museum of Art, San Diego)
- Dona sulamita (ca. 1936, Museu d'Art d'Honolulu, Honolulu)
- Consummatum Est (1936-1937, Galeria Nacional d'Art Modern d'Escòcia, Edimburg, Escòcia)
- Retrat de Pola de Givenchy (1937, Universitat Washington a Saint Louis, Mildred Lane Kemper Art Museum, Saint Louis, Missouri)
- Betty Cecil (1938, Galeria Nacional d'Art Modern d'Escòcia, Edimburg, Escòcia)
- Ian (1942, Universitat Rutgers, Stedman Art Gallery, Camden, Nova Jersey)
- Nu femení reclinat (1943, Universitat Washington a Saint Louis, Mildred Lane Kemper Art Museum, Saint Louis, Missouri)
- La princesa de Bragança (1944, Universitat de Chicago, Smart Museum of Art, Chicago, Illinois)
- Winston Spencer Churchill (1946, la Casa Blanca, Washington DC)
- Winston Churchill (ca. 1946, Huntington Library, Art Collections and Botanical Gardens, San Marino, Califòrnia)
- Llàtzer (1948, capella del New College, Universitat d'Oxford)
- Maquette for Cavendish Square Madonna and Child (1950, Museu d'Art de Filadèlfia, Filadèlfia)
- Consciència social (1951-1953, Fairmount Park, Filadèlfia)
- La Mare de Déu i el Nen (1953, Cavendish Square, Londres)
- Retrat de T. S. Eliot (1953, Smithsonian Institution, Hirshhorn Museum and Sculpture Garden, Washington DC)
- Crist en Majestat (1954, catedral de Llandaff, Cardiff)
- William Blake (1956, Evansville Museum of Arts, History and Science, Evansville, Indiana)
- La Visitació (1956, Glenkiln Estate, Dumfries, Escòcia)
- Sant Miquel i el Diable (1956-1958, catedral de Coventry, Anglaterra)
- Kitty III (1957, Currier Museum of Art, Manchester, Nou Hampshire)
- Pan (1959, Bowater House, Londres)[6][13]

### Pintura
- Beech (Smithsonian American Art Museum, Washington DC)
- Dues dones adormides (McNay Art Museum, San Antonio, Texas)[14]

## Exposicions
- 20 de novembre del 2004 - 5 d'agost del 2015: Painting & Sculpture II - Museu d'Art Modern de Nova York
- 1 de gener - 31 de desembre del 2011: Painting and Sculpture Changes 2011 - Museu d'Art Modern de Nova York
- 2008: Characters: The People Behind the Portraits - Atkinson Gallery, Somerset (Anglaterra)
- 2008: Against Nature: The hybrid forms of modern sculpture - Henry Moore Institute, Leeds (Anglaterra)
- 2008: Rodrigo Moynihan. Jacob Epstein - Robert Miller Gallery, Nova York
- 2007: Strange Events Permit Themselves the Luxury of Occurring - Camden Arts Centre, Londres (Anglaterra)
- 2007: Modern Britain 1900-1960 - NGV National Gallery of Victoria International, Melbourne (Victòria, Austràlia)
- 23 de juny - 13 de setembre del 1994: Modern British Drawings: Selections from the Collection - Museu d'Art Modern de Nova York
- 26 d'abril - 2 de setembre del 1986: Sculptors' Drawings - Museu d'Art Modern de Nova York
- 18 de maig - 6 de juny del 1979: Thirty Sculptors' Drawings - Museu d'Art Modern de Nova York
- 28 d'abril - 4 de juliol del 1978: A Treasury of Modern Drawing: The Joan and Lester Avnet Collection - Museu d'Art Modern de Nova York
- 17 de març - 30 de maig del 1977: British Drawings - Museu d'Art Modern de Nova York
- 28 de juliol - 1 de novembre del 1971: Ways of Looking - Museu d'Art Modern de Nova York
- 26 d'octubre - 20 de desembre del 1966: Recent Acquisitions: Epstein and Others - Museu d'Art Modern de Nova York
- 20 de juny del 1945 -13 de febrer del 1946: The Museum Collection of Painting and Sculpture - Museu d'Art Modern de Nova York
- 24 de maig - 15 d'octubre del 1944: Painting, Sculpture, Prints - Museu d'Art Modern de Nova York
- 16 de febrer - 10 de maig del 1944: Modern Drawings - Museu d'Art Modern de Nova York
- 9 de desembre del 1942 - 24 de gener del 1943: Twentieth Century Portraits - Museu d'Art Modern de Nova York
- 6 de maig - 30 d'abril del 1941: Painting and Sculpture from the Museum Collection - Museu d'Art Modern de Nova York
- 26 de gener - 24 de març del 1940: Modern Masters from European and American Collections - Museu d'Art Modern de Nova York
- 12 de gener -3 de març del 1940: Paintings and Sculpture from the Museum Collection - Museu d'Art Modern de Nova York
- 10 de maig - 30 de setembre del 1939: Art in Our Time: 10th Anniversary Exhibition: Painting, Sculpture, Prints - Museu d'Art Modern de Nova York
- 25 d'octubre - 18 de novembre del 1938: New Acquisitions - Museu d'Art Modern de Nova York
- 24 de maig - 31 de juliol del 1938: Three Centuries of American Art - Museu d'Art Modern de Nova York
- 4 de juny - 24 de setembre del 1935: Summer Exhibition: The Museum Collection and a Private Collection on Loan - Museu d'Art Modern de Nova York
- 19 de novembre del 1934 - 20 de gener del 1935: Modern Works of Art: 5th Anniversary Exhibition - Museu d'Art Modern de Nova York
- 27 de març - 3 de maig del 1933: Sculptors' Drawings - Museu d'Art Modern de Nova York
- 31 d'octubre del 1932 - 11 de febrer del 1933: American Painting and Sculpture, 1862-1932 - Museu d'Art Modern de Nova York
- 7 de juny - 30 d'octubre del 1932: Summer Exhibition: Painting and Sculpture - Museu d'Art Modern de Nova York[15][16]